# 大洋航空815号班机空难
大洋航空815航班，簡稱815航班，是美國電視連續劇迷失中一架虛構的民航班機。在劇集中，該次航班原定的飛行路線是從澳大利亞新南威爾士州的悉尼起飛橫穿太平洋至美國加利福尼亞州的洛杉磯市，航程中飛機突發嚴峻設備故障（包括通訊設施失靈），飛行員被迫更改航向飛往斐濟，在偏離原航線約1,000英里處，飛機急劇俯衝下墜，機身在空中撕裂作三截後墜落在一個神秘的太平洋島嶼上，失事日期為2004年9月22日。
劇中的波音777班機事實上由一架退役L-1011三星客機充當道具。這架原本服務於達美航空（Delta Air Lines）的客機是被肢解後駁載至夏威夷歐胡島的拍攝現場的。

## 大洋航空
大洋航空是一家虛構的航空公司，它曾在一系列的假想情景中出現過，包括若干影視劇集。然而在迷失劇集的神秘論疑雲中，這家公司佔據了樞紐般的特殊位置。劇集所虛擬的大洋航空組建於1980年，在815失事當時是澳洲民航業的主導企業之一，事發後該公司仍保持運營飛往諸如哥斯達黎加、洛杉磯、倫敦、悉尼、漢城、邁阿密和東京等地的航線。

## 航班詳述
迷失中的815航班是由悉尼飛往洛杉磯的固定時刻班機，正常飛行時間為13小時52分鐘。該機的設定客艙座位分别爲頭等艙30座、商務艙45座、經濟艙286座，總共可容納361名旅客。失事當次航班實際登機人數，計機組人員在内，共324人。已知的乘客所在座號如下：
- 7F  - Sayid Jarrah[3]
- 9E  - Boone Carlyle
- 9F  - Shannon Rutherford
- 15D - James Ford
- 20G - Hugo Reyes（同時購買了緊鄰座位的機票）
- 23B - 醫生Jack Shephard（中途亦曾在空閒座位23A和23C上停留）
- 23D - Rose Henderson
- 23E - Bernard Nadler
- 24D - John Locke
- 13E - Walt Lloyd[3]
- 13F - Michael Dawson[3]
- 27C - Claire Littleton
- 27G - 警長Edward Mars
- 27H - Kate Austen
- 29C - Charlie Pace
- 42F - Ana Lucia Cortez

其他座號不明的旅客有权真秀、白善华、Paulo Paulo、Nikki Fernandez、Libby、Mr. Eko、Scott Jackson、Steve Jenkins、Sullivan、Cindy Chandler、Leslie Arzt、Eli、Emma、Zack、Gary Troup、Barbara Joanna Miller、Donald、Craig

## 墜毀和餘波
由於喪失了結構完整性，815航班在空中撕裂成三段。
飛機俯衝至距地面約1,000英尺處，後部發生爆炸，右側引擎完全燒毀並從機翼上脫離，機身在爆炸點徹底斷裂，機尾部分從機身分離。左機翼大部斷開，懸掛其上的左引擎在海灘上著陸後，幾乎未受損傷，尚附帶小片機翼殘骸。前部機身在與機尾斷離後仍在一段時間内保持完整，直到落地前的幾秒鍾駕駛艙連帶著一等艙和商務艙又與主機身斷裂，後者撞上海灘。機身著陸時碎片四下分飛散落於臨近各處，相比較而言，機尾落入臨岸海水中時則僅伴隨少量碎片。
機身中段落至島嶼南端沿岸。起始時大家以為共有49人倖存，但後來發現，海岸宿營者之一的Ethan Rom，事實上並非飛機上的一員。
機身尾部墜落於島嶼中部北端臨岸的海水中，距Others（其他人，那些人）的營地「跑的話一個小時也就到了」（"an hour's run"）。這一邊共有22人倖存，其中包括一個名叫 Bernard Nadler的乘客，仍緊扣著安全帶坐在坐椅中，連人帶座掛在近岸某處林木中的樹頂上。空姐Cindy Chandler是這一羣倖存者中唯一的機組人員。
飛機的最前端，駕駛艙連著一等、商務艙的部分，落在距主機身不遠處的叢林中；此處只有一個姓名未知的飛行員在經受了最初撞擊後倖存下來。當臨近海灘倖存者中的幾個人爲了得到駕駛艙中的無線電收發機（transceiver）而尋找到這部分殘骸時，畫面中顯示有很多座位是空的，這一點暗示著可能有部分倖存者之前已爬出了機艙。
亦有部分乘客被甩到了左近的叢林中，其中包括在某瀑布下的水潭中發現的整列的坐椅和遇難乘客，主角之一，機艙中段的乘客Jack Shephard，亦墜落於叢林邊緣處的竹林中。
據後來登島的Anthony Cooper和Naomi Dorrit稱，不知何故，在空難後不久，815航班的殘骸已在巴厘島附近的海溝中被發現，搭載者全部遇難。

## 失事原因
據事前登島的Desmond Hume猜測，由於他沒有即時地「摁電鈕」所引發的電磁場問題是導致飛機失事的直接原因。他的根據是，在珍珠站打印的監視紀錄中，事發當天（2004年9月22日）有一大段的「系統失誤」（"system failure"）。極有可能在飛機經過島嶼上空時，系統失誤所引發的強磁場導致飛機極速下墜。在機首脫離磁場的一瞬間，機尾仍受強引力牽制，機身因受力不均而斷裂，就像許多倖存者所描述的那樣，機尾恰恰是在毫無徵兆的情況一下子就掉了。這一理論已被編劇Carlton Cuse和Damon Lindelof所證實。

## 外部連結
- Mock-"official" site - run by ABC; incorporates a few Easter eggs.
- Official Oceanic Flight 815 website
- Official network site（页面存档备份，存于）
- Airliners.net LOST Jet（页面存档备份，存于） - A photographic history of the Lockheed L1011 Tristar dismantled for the "LOST" set.